# الساكن (تعز)
الساكن هي إحدى قرى الجمهورية اليمنية. وهي تتبع جغرافيًا لمحافظة تعز. وإداريًا لمديرية التعزية. يبلغ تعداد سكانها 7867 نسمة حسب الإحصاء الذي جرى عام 2004.